# Fairview Mountain
Fairview Mountain är ett berg i Kanada.   Det ligger i provinsen Alberta, i den centrala delen av landet, 3 000 km väster om huvudstaden Ottawa. Toppen på Fairview Mountain är 2 744 meter över havet, eller 278 meter över den omgivande terrängen. Bredden vid basen är 1,6 km. Fairview Mountain ingår i Bow Range.
Terrängen runt Fairview Mountain är huvudsakligen bergig, men norrut är den kuperad.Trakten runt Fairview Mountain är nära nog obefolkad, med mindre än två invånare per kvadratkilometer.. Närmaste större samhälle är Lake Louise, 4,3 km nordost om Fairview Mountain. 
I omgivningarna runt Fairview Mountain växer i huvudsak barrskog.